# ボビー・ダンカン・ジュニア
ボビー・ダンカン・ジュニア（Bobby Duncum Jr.、1965年8月26日 - 2000年1月24日）は、アメリカ合衆国のプロレスラー。テキサス州オースティン出身。
父親のボビー・ダンカンと同様、カウボーイ・ギミックの大型ラフファイターとして、1990年代に全日本プロレスやWCWで活躍した。

## 来歴
テキサス大学オースティン校でカレッジフットボールの選手として活動後、1989年に地元テキサスのダラスにてデビュー。1992年下期、ダラスのインディー団体GWF（グローバル・レスリング・フェデレーション）にてジョン・ホークと大型カウボーイ・コンビのテキサス・ムスタングス（The Texas Mustangs）を結成し、11月27日にブラック・バート&ジョニー・マンテルからGWFタッグ王座を奪取。翌1993年5月、当時GWFとの提携ルートを持っていたNOWに初来日した。
1995年5月、全日本プロレスに初参戦し、以降は全日本の常連外国人選手となって活躍。かつて父のボビー・ダンカンとタッグを組んだことのあるスタン・ハンセンのタッグパートナーにも起用され、1997年の世界最強タッグ決定リーグ戦にはハンセンとのコンビで出場している。全日本参戦と並行してアメリカではECWに単発出場しており、ボールズ・マホーニー、トミー・ドリーマー、バンバン・ビガロ、サブゥー、ロブ・ヴァン・ダム、アル・スノー、スーパー・ノヴァ、ダグ・ファーナス、スパイク・ダッドリー、マイキー・ウィップレック、フル・ブラッデッド・イタリアンズなどと対戦した。
1998年11月、ベビーフェイスのポジションでWCWに参戦。同月16日の『マンデー・ナイトロ』におけるデビュー戦でクリス・ジェリコのWCW世界TV王座に挑戦してカウントアウト勝ちを収め（タイトルは移動せず）、以降ジェリコと抗争を展開した。翌1999年はヒールに転向し、カート・ヘニング、バリー・ウインダム、ケンドール・ウインダムとのカウボーイ・ユニット、ウエスト・テキサス・レッドネックス（The West Texas Rednecks）で活動。フィルシー・アニマルズ（コナン、エディ・ゲレロ、レイ・ミステリオ・ジュニア、ビリー・キッドマン）やレボリューション（クリス・ベノワ、シェーン・ダグラス、ディーン・マレンコ、ペリー・サターン）と軍団抗争を繰り広げた。
1999年の秋から回旋筋腱板の手術のため欠場していたが、翌2000年1月24日、鎮痛剤の過量投与のため死去。34歳没。

## 得意技
- ブルドッギング・ヘッドロック
- ラリアット
- フルネルソン・スラム
- ダイビング・エルボー・ドロップ

## 獲得タイトル
- GWFタッグ王座：1回（w / ジョニー・ホーク）[4]